# Boumagueur
Boumagueur (în arabă بومقر) este o comună din provincia Batna, Algeria.
Populația comunei este de 8.474 de locuitori (2008).